# Эрика Бланк
Эрика Бланк (итал. Erika Blanc), настоящее имя — Энрика Бьянки Коломбатто (итал. Enrica Bianchi Colombatto; род. 23 июля 1942, Гарньяно) — итальянская киноактриса, известна по фильмам 1960—1970-х годов.

## Биография
Родилась в 1942 году в Гарньяно, Ломбардия, Италия.
В начале 1960-х годов переехала в Рим, где окончила актёрскую студию.
В 1964 году дебютировала в эпизоде в фильме «Летающая тарелка» Тинто Брасса, первую известность ей принесли роли в серии итальянских фильмов об агенте 077 снятых в 1965 году, но прорывом стала роль в фильме 1966 года «Операция «Страх»».
В 1970-х активно и с большим успехом снималась в спагетти-вестернах, эротических лентах, комедиях, фильмах ужасов, детективах и триллерах.
Исполняла и главные роли, например, в фильмах «Я, Эммануэль» — фактически первая исполнив на экране роль Эммануэль из только ещё появившегося романа Эммануэль Арсан, за пять лет до того, как он стал популярным с появлением французской серии с фильмом с Сильвией Кристель, а также в фильмах «Самая длинная ночь дьявола», «Богомол» и других.
Неоднократно появлялась на обложках киножуналов, а также эротических журналов «Playmen», и итальянского издания «Playboy».
В конце 1970-х перестала сниматься в кино, в 1980—1990-х почти не появлялась на экранах. В 2000-х годах возобновила карьеру, в 2005 году за роль в фильме «Боль чужих сердец» номинировалась на национальную кинопремию «Давид ди Донателло» в категории «Лучшая женская роль второго плана».
Продолжает активно сниматься в кино, в 2020 году снявшись в главных ролях в двух фильмах, на 2021 год играя в сериале «Рокко Скьявоне».
С 1962 по 1977 год была замужем за режиссёром Бруно Габурро, дочь — актриса Барвара Бланк.

## Фильмография (выборочно)
В период 1965—2020 годы снялась в более чем 110 фильмах, в основном в 1960—1970-е годы, в 1980—1990-е практически не снималась, вновь активно возобновив карьеру в 2000-х.
1960—1970-е:
- 1965 — Агент S 03, операция Атлантида / Agente S 03: Operazione Atlantide — Мальвина
- 1965 — Агент 077: Миссия Кровавая Мэри / Agent 077: Mission Bloody Mary - мисс Пэри
- 1965 — Месть леди Морган / La Vendetta di Lady Morgan — Лилиан
- 1965 — Колорадо Чарли / Colorado Charlie — певица
- 1966 — Операция «Страх» / Operazione paura — Моника
- 1966 — Третий глаз / Il Terzo occhio — Лаура / Даниэла
- 1966 — Тысяча долларов на чёрное / 1000 dollari sul nero — Йоселита Роджерс
- 1966 — Шпионы убивают молча / Le spie uccidono in silenzio — Памела Кёхлер
- 1968 — Саммит / Summit — Ольга
- 1968 — Ад в Нормандии / Testa di sbarco per otto implacabili — Дэнис
- 1968 — Стреляй, Гринго, стреляй / Spara, Gringo, spara — Жаклин
- 1968 — Месть - это моё прощение / La vendetta è il mio perdono — Джоана
- 1969 — Такая нежная... такая развратная / Così dolce… così perversa — Даниэль
- 1969 — Я, Эммануэль / Io, Emmanuelle — Эммануэль
- 1970 — Из–за большой любви / Con quale amore, con quanto amore — Сандра
- 1970 — Стальной кулак Джанго / C'è Sartana… vendi la pistola e comprati la bara — Трикси
- 1971 — Ночью Эвелин вышла из могилы / La notte che Evelyn uscì dalla tomba — Сьюзи
- 1971 — Самая длинная ночь дьявола / La Plus longue nuit du diable — Лиза Мюллер
- 1971 — Человек ядовитее кобры / L’uomo più velenoso del cobra — Лесли Гарден
- 1972 — Любовь и смерть в саду богов / Amore e morte nel giardino degli dei — Ирма Адзурра
- 1972 — Жар обжигающей кожи / La rossa dalla pelle che scotta — чувственная кукла
- 1973 — Крупный калибр / Tony Arzenta (Италия, Франция) — проститутка
- 1974 — Незнакомец и стрелок / The Stranger and the Gunfighter — американская проститутка
- 1974 — Губительница / L’ammazzatina — немецкая стриптизерша Эрика
- 1975 — Эротические игры для хорошей семьи / Giochi erotici di una famiglia per bene
- 1975 — Берегись шута / Attenti al buffone — Марго
- 1976 — Хозяйка-служанка / La padrona è servita — Ольга
- 1976 — Голая консьержка / La portiera nuda — Энни Петре
- 1977 — Богомол / L’ Amantide — Элеонора Сантора

2000—2010-е:
- 2001 — Феерия непонимания / Le fate ignoranti — Вероника
- 2003 — Лютые дни / Ilaria Alpi — Лучиана Альпи, мать Иларии
- 2003 — Дневник порнозвезды / Poco più di un anno fa — Анджела Валле
- 2005 — Боль чужих сердец / Cuore sacro — Мария Клара Равелли
- 2013 — Нелегальная студия / Studio illegale — тётя Марта
- 2020 — Гости на вилле / Villetta con ospiti — Миранда, мать Дилетты